# Kim Jang-woo
Kim Jang-woo (koreanisch 김장우; * 20. August 1999) ist ein südkoreanischer Leichtathlet, der sich auf den Dreisprung spezialisiert hat.

## Sportliche Laufbahn
Erste internationale Erfahrungen sammelte Kim Jang-woo im Jahr 2019, als er bei der Sommer-Universiade in Neapel mit einer Weite von 15,63 m in der Qualifikationsrunde ausschied. 2023 belegte er dann bei den Hallenasienmeisterschaften in Astana mit 16,39 m den fünften Platz und im Juli gewann er bei den Freiluftmeisterschaften in Bangkok mit 16,59 m die Bronzemedaille hinter dem Inder Abdulla Aboobacker und Hikaru Ikehata aus Indien. Im August schied sie bei den Weltmeisterschaften in Budapest mit 16,21 m in der Qualifikationsrunde aus und im Oktober gelangte er bei den Asienspielen in Hangzhou mit 16,02 m auf Rang sieben. Im Jahr darauf gewann er bei den Hallenasienmeisterschaften in Teheran mit 16,37 m die Silbermedaille hinter dem Chinesen Su Wen. Im August nahm er an den Olympischen Sommerspielen in Paris teil und verpasste dort mit 16,31 m den Finaleinzug.
In den Jahren von 2021 bis 2023 wurde Kim südkoreanischer Meister im Dreisprung.